# 奥阿賀温泉郷
奥阿賀温泉郷（おくあがおんせんきょう）は、新潟県北部にある阿賀町に点在する7つの温泉地の総称。
7つの温泉地とは、麒麟山温泉、三川温泉、津川温泉、かのせ温泉、角神温泉、御神楽温泉、七福温泉である。温泉郷内には、三川温泉スキー場もある。
七福温泉は福島県境に近い。

## 歴史
以前は8つ共に津川町、鹿瀬町、三川村、上川村と異なった市町村に点在していた。
しかし、2005年に4町村が合併して以来、この名前となった。

## アクセス
各温泉地によって、異なる。